# Japan Open Tennis Championships 2019 - Qualificazioni singolare
Le qualificazioni del singolare del Japan Open Tennis Championships 2019 sono state un torneo di tennis preliminare per accedere alla fase finale della manifestazione. I vincitori dell'ultimo turno sono entrati di diritto nel tabellone principale. In caso di ritiro di uno o più giocatori aventi diritto a questi sono subentrati i lucky loser, ossia i giocatori che hanno perso nell'ultimo turno ma che avevano una classifica più alta rispetto agli altri partecipanti che avevano comunque perso nel turno finale.

## Teste di serie
1. Pablo Andújar (qualificato)
2. Nicolás Jarry (primo turno)
3. John Millman (qualificato)
4. Thomas Fabbiano (primo turno)

1. Alexei Popyrin (qualificato)
2. Kwon Soon-woo (ultimo turno)
3. Peter Gojowczyk (primo turno)
4. Steve Johnson (primo turno)

## Altri partecipanti
I seguenti giocatori hanno ricevuto una wildcard per il tabellone delle qualifiche:
- Tatsuma Itō (ultimo turno)
- Yasutaka Uchiyama (qualificato)

1. Yosuke Watanuki (primo turno)

## Qualificati
1. Pablo Andújar
2. Yasutaka Uchiyama

1. John Millman
2. Alexei Popyrin

## Tabellone

### Legenda
| - Q = Qualificato - WC = Wild card - LL = Lucky loser | - ALT = Alternate - SE = Special Exempt - PR = Protected Ranking | - w/o = Walkover - r = Ritirato - d = Squalificato |

### Sezione 1
|  | Primo turno | Primo turno     | Primo turno     | Primo turno | Primo turno |  |  | Ultimo turno | Ultimo turno  | Ultimo turno  | Ultimo turno | Ultimo turno |  |
|  |             |                 |                 |             |             |  |  |              |               |               |              |              |  |
|  | 1           | Pablo Andújar   | Pablo Andújar   | 6           | 6           |  |  |              |               |               |              |              |  |
|  |             | Brayden Schnur  | Brayden Schnur  | 0           | 0           |  |  | 1            | Pablo Andújar | Pablo Andújar | 7            | 6            |  |
|  |             | Henri Laaksonen | Henri Laaksonen | 65          | 2           |  |  | 6            | Kwon Soon-woo | Kwon Soon-woo | 5            | 4            |  |
|  | 6           | Kwon Soon-woo   | Kwon Soon-woo   | 7           | 6           |  |  |              |               |               |              |              |  |

### Sezione 2
|  | Primo turno | Primo turno       | Primo turno       | Primo turno | Primo turno |  |  | Ultimo turno | Ultimo turno      | Ultimo turno      | Ultimo turno | Ultimo turno |  |
|  |             |                   |                   |             |             |  |  |              |                   |                   |              |              |  |
|  | 2           | Nicolás Jarry     | 1                 | 6           | 2           |  |  |              |                   |                   |              |              |  |
|  |             | Marcel Granollers | 6                 | 1           | 6           |  |  |              | Marcel Granollers | Marcel Granollers | 3            | 4            |  |
|  | WC          | Yasutaka Uchiyama | Yasutaka Uchiyama | 6           | 6           |  |  | WC           | Yasutaka Uchiyama | Yasutaka Uchiyama | 6            | 6            |  |
|  | 8           | Steve Johnson     | Steve Johnson     | 3           | 3           |  |  |              |                   |                   |              |              |  |

### Sezione 3
|  | Primo turno | Primo turno     | Primo turno | Primo turno | Primo turno |  |  | Ultimo turno | Ultimo turno | Ultimo turno | Ultimo turno | Ultimo turno |  |
|  |             |                 |             |             |             |  |  |              |              |              |              |              |  |
|  | 3           | John Millman    | 3           | 711         | 6           |  |  |              |              |              |              |              |  |
|  |             | Bradley Klahn   | 6           | 69          | 2           |  |  | 3            | John Millman | John Millman | 7            | 6            |  |
|  | WC          | Tatsuma Itō     | 5           | 6           | 6           |  |  | WC           | Tatsuma Itō  | Tatsuma Itō  | 65           | 1            |  |
|  | 7           | Peter Gojowczyk | 7           | 1           | 4           |  |  |              |              |              |              |              |  |

### Sezione 4
|  | Primo turno | Primo turno     | Primo turno     | Primo turno | Primo turno |  |  | Ultimo turno | Ultimo turno    | Ultimo turno    | Ultimo turno | Ultimo turno |  |
|  |             |                 |                 |             |             |  |  |              |                 |                 |              |              |  |
|  | 4           | Thomas Fabbiano | Thomas Fabbiano | 2           | 3           |  |  |              |                 |                 |              |              |  |
|  |             | James Duckworth | James Duckworth | 6           | 6           |  |  |              | James Duckworth | James Duckworth | 3            | 6(0)         |  |
|  | WC          | Yosuke Watanuki | 6               | 1           | 4           |  |  | 5            | Alexei Popyrin  | Alexei Popyrin  | 6            | 7            |  |
|  | 5           | Alexei Popyrin  | 4               | 6           | 6           |  |  |              |                 |                 |              |              |  |